# Матцендорф (Золотурн)
Матцендорф (нем. Matzendorf SO) — коммуна в Швейцарии, в кантоне Золотурн. 
Входит в состав округа Таль. Население составляет 1297 человек (на 31 декабря 2007 года). Официальный код — 2427.